# Mario Meoni
Pour les articles homonymes, voir Meoni.
Mario Andrés Meoni (Ascensión, 22 janvier 1965 - San Andrés de Giles, 23 avril 2021) est un homme politique argentin appartenant au Front Renovador. Il a été ministre des Transports de la Nation du 10 décembre 2019 jusqu'à sa mort le 23 avril 2021. Il a également été maire du parti Junín, dans la province de Buenos Aires, entre 2003 et 2015.

## Biographie
Il est né dans la ville d'Ascensión, district du Général Arenales, le 22 janvier 1965. Fils d'Andrés Meoni et d'Esmeralda Traverso, tous deux originaires de la ville de Junín. Il se marie en 1991 à Laura Oliva, avec qui il a eu deux jumeaux, Felipe et Robertino.
En 1987, il est nommé employé du Plan national d'alimentation (PAN) du ministère de l'Action sociale de la Nation, sous la présidence de Raúl Alfonsín. De 1991 à 1995, il est conseiller de l'UCR dans le parti Junín. De 1995 à 1999, il est secrétaire adjoint du Bloc des députés nationaux de l'UCR. De 1999 à 2003, il est député provincial de l'UCR à la Chambre des députés de la province de Buenos Aires. Pendant cette période, il était deuxième vice-président de son bloc.

### Décès
Il décède des suites d'un accident de la circulation dans la nuit pluvieuse du 23 avril 2021 à 56 ans au km 112 de la route nationale 7 alors qu'elle traverse le quartier de San Andrés de Giles.